# کالوم دونپورت
کالوم دونپورت (انگلیسی: Calum Davenport؛ زادهٔ ۱ ژانویهٔ ۱۹۸۳) بازیکن فوتبال اهل بریتانیا است.
از باشگاه‌هایی که در آن بازی کرده‌است می‌توان به باشگاه فوتبال تاتنهام هاتسپر، باشگاه فوتبال ساوت‌همپتون، باشگاه فوتبال نوریچ سیتی، باشگاه فوتبال کاونتری سیتی، باشگاه فوتبال وستهام یونایتد، باشگاه فوتبال واتفورد، باشگاه فوتبال ساندرلند، و باشگاه فوتبال ووتون بلو کراس اشاره کرد.
وی همچنین در تیم‌های ملی فوتبال زیر ۱۹ سال انگلستان، زیر ۲۰ سال انگلستان، و زیر ۲۱ سال انگلستان بازی کرده‌است.